# Anales Malayos
Los Anales Malayos, (Malayo:  Melayu, Jawi : سجاره ملايو), originalmente titulado Sulalatus Salatin ( Genealogía de los Reyes), es una obra literaria que da una historia romántica del origen, la evolución y la desaparición del gran imperio marítimo de Malasia, el Sultanato de Malaca. La obra, que se compuso en algún momento entre los siglos XV y XVI, está considerada una de las mejores obras literarias e históricas del idioma malayo.
El texto original ha sufrido numerosos cambios, con la versión más antigua conocida de mayo de 1612, a través del esfuerzo de reescritura encargado por el entonces regente del sultanato de Johor, Yang di-Pertuan Di Hilir Raja Abdullah. Originalmente fue escrito en el clásico malayo en papel tradicional, en el antiguo alfabeto de Jawi, pero hoy existe en 32 manuscritos diferentes, incluidos los del alfabeto malaya. A pesar de algunos de sus contenidos místicos, los historiadores han considerado el texto como una fuente primaria de información sobre eventos pasados verificables por otras fuentes históricas, en el mundo malayo. En 2001, los Anales de Malasia se incluyeron en el Registro Internacional del Programa Memoria del Mundo de la UNESCO.

## Historia
El número de manuscritos de los Anales Malayos y sus textos relacionados es bastante grande. Los manuscritos se encuentran dispersos en bibliotecas de varios países: en Indonesia (Yakarta, Museum Pusat), en el Reino Unido (principalmente en Londres), en los Países Bajos (Leiden), y en Malasia (Dewan Bahasa dan Pustaka). No todos estos manuscritos tienen el mismo valor; algunos son fragmentos o de otra manera incompletos; otros son copias de manuscritos existentes, y algunos son incluso copias del texto impreso. Una versión de los Anales con fecha de 1612, adquirida por Thomas Stamford Raffles y codificada Raffles MS no.18 o Raffles Manuscript 18, está considerada la más antigua y la más fiel al original.
Existe la posibilidad de que la versión Raffles MS no.18 se haya desarrollado a partir de una lista genealógica completa con los períodos de reinados y fechas. Esta lista de reyes se amplió posteriormente por varias historias y material históricamente relevante que se insertó en lugares adecuados, pero al mismo tiempo perdió sus fechas. Textos malayos desconocidos titulados Soelalet Essalatina o Sulalatu'l-Salatina, remitidos por Petrus Van der Vorm y François Valentijn en sus obras Collectanea Malaica Vocabularia ("Colección de vocabulario malayo") (1677) y Oud En New Oost Indien (1726), respectivamente, podía haber existido en la forma de una lista de reyes.
Sin embargo, la introducción de Raffles MS no.18 describe que el manuscrito proviene de otro manuscrito conocido como Hikayat Melayu, que puede remontar su origen a la época del Sultanato de Melaka (1400-1511). El manuscrito fue reunido cuando el último gobernante, Mahmud Shah huyó de la invasión portuguesa en 1511 a Kampar. En 1536, durante el ataque portugués contra Johor Lama, donde el sultán exiliado estableció su base, el manuscrito fue capturado por los soldados portugueses y llevado a Goa, la India portuguesa. Décadas más tarde, a principios del siglo XVII, el manuscrito fue devuelto a Johor desde Goa por un noble, identificado como Orang Kaya Sogoh. Sin embargo, el historiador Abdul Samad Ahmad ofrece una visión alternativa, que sugiere que el manuscrito fue devuelto de Gowa, Célebes en lugar de Goa, India. Su argumento se basa en el hecho de que durante la era de Melaka fue un importante puerto de transbordo, donde se había establecido un comercio y fuertes lazos diplomáticos con los reinos regionales, incluyendo Gowa, y algunas copias de Hikayat Melayu podía haberse extendido a Sulawesi mucho antes de la llegada del imperio portugués. Otro punto de vista, de William Linehan, intentó argumentar que Goa debería leerse guha o gua, y que la referencia era a Gua, un lugar ubicado al norte de Kuala Lipis en Pahang, donde se había conservado una copia de los Anales y posteriormente se había llevado a Johor y editado allí en 1612.
El domingo 12, Rabi' al-Awwal 1021 AH (que corresponde al 13 de mayo de 1612), durante el reinado de Alauddin Riayat Shah III en Pekan Tua, el regente de Johor, Yang di-Pertuan Di Hilir Raja Abdullah también conocido como Raja Bongsu, había encargado el trabajo de reescritura y compilación del manuscrito al bendahara Tun Sri Lanang. Un año después, en 1613, la capital Johor de Batu Sawar fue saqueada por los invasores del sultanato de Aceh y Alauddin Riayat Shah, y toda su corte, incluidos Tun Sri Lanang y Raja Abdullah, fueron capturados y exiliados a Aceh. Aunque Tun Sri Lanang logró trabajar la mayor parte de los Anales en Johor, completó el trabajo durante su cautiverio en Aceh.
En 1821, la traducción al inglés de Raffles MS no.18 de John Leyden se publicó por primera vez en Londres. Luego, fue seguido por la versión editada en idioma malayo por Abdullah bin Abdul Kadir, publicada en Singapur en 1831 y compilada por Édouard Dulaurier en 1849. En 1915, se publicó la edición de William Shellabear. Se considera un texto largo híbrido, basado principalmente en la versión de Abdullah y Dulaurier, pero que contiene extractos de otros textos también. Fue seguido por otra traducción de Raffles MS no.18, esta vez por Richard Olaf Winstedt en 1938. Otra versión importante, compilada por el historiador malasio Abdul Samad Ahmad en 1979, usa el título original del texto, Sulalatus Salatin. La compilación de Abdul Samad se basó en tres manuscritos que él nombró como A, B y C, guardados en la biblioteca de Dewan Bahasa dan Pustaka, Kuala Lumpur. Dos de los manuscritos, alternativamente nombrados como MS86 y MS86a por Dewan Bahasa dan Pustaka, fueron referidos luego en el formulario de nominación presentado para el Registro Internacional del Programa Memoria del Mundo de la UNESCO.

## Contenido
Los Anales Malayos es una literatura histórica escrita en forma de prosa narrativa, cuyo tema principal era elogiar la grandeza y la superioridad de Malaca. La narración, mientras aparentemente relaciona la historia del reinado de los sultanes de Malaca hasta la desaparición del sultanato con la toma por los portugueses en 1511 y más allá, trata de un tema central de la estatalidad e historiografía malaya, y la relación entre gobernantes y gobernados. Los Anales están precedidos por una celebración de la grandeza de Alá, el Profeta y sus compañeros. Comienzan con una cuenta genealógica del primer sultán de Malaca que se dice que desciende de Raja Iskandar Zulkarnain. Los Anales cubren la fundación de Malaca y su ascenso al poder; su relación con reinos vecinos y países lejanos; el advenimiento del Islam y su difusión en Malaca y la región en su conjunto; la historia de la realeza en la región, incluidas las batallas ganadas o perdidas, los lazos matrimoniales y las relaciones diplomáticas; la jerarquía administrativa que gobernó Malaca; la grandeza de sus gobernantes y administradores, incluidos bendahara Tun Perak y Laksamana, Hang Tuah . Los Anales concluyen con el relato de la derrota de Malaca por las fuerzas portuguesas en 1511, que resultó no únicamente en la caída de Malaca, sino también con en el eventual resurgimiento de los sultanatos modelados por Malaca en otras partes de la región, incluidos Johor, Perak y Pahang.

### Historias importantes
- El origen genealógico de Sang Sapurba de Raja Iskandar Zulkarnain , su aparición milagrosa en Bukit Seguntang, y el famoso juramento que hizo con Demang Lebar Daun, el jefe nativo de Palembang.[21]
- La aventura de Sang Nila Utama de Palembang a Temasek y la fundación de la antigua Singapur. Los Anales también describen cómo Singapura obtuvo su nombre.[22]
- La leyenda de Badang, un hombre con una fuerza inusual que se dice que demostró su fuerza en la corte de Sri Rana Wikrama.[23]
- La historia de Hang Nadim, el salvador de Singapur cuando la costa del reino fue infestada por numerosos pece espada feroces.[24]
- La caída de Singapura en el Imperio mayapajit y la huida del último gobernante, Sri Iskandar Shah. Perdió el reino de la isla después de acusar y castigar falsamente a una de sus concubinas por adulterio. Su padre, Sang Rajuna Tapa, quien también era funcionario en la corte de Sri Iskandar Shah, actuó en las propiedades de su familia, cambió de bando y abrió el camino para una invasión exitosa de Majapahit que derrocó a Sri Iskandar Shah.[25]
- La fundación de Malaca. El último gobernante de Singapur, Sri Iskandar Shah huyó al norte y más tarde fundó Malaca e introdujo ceremonias, leyes y regulaciones de la corte que se convirtieron en la base de la administración Malaca. Los Anales también describen cómo Malaca obtuvo su nombre.[26]
- La historia de Tun Perak, el más venerado bendahara de Malaca. Los Anales relatan su ilustre carrera, desde un noble líder de Klang hasta convertirse en el segundo hombre más poderoso en la corte de Malaca.[27]
- La saga de Hang Tuah y sus compañeros. Según el Hikayat Hang Tuah, Hang Tuah mató a uno de sus compañeros Hang Jebat en un duelo que tuvo lugar en el Istana de Malaca. Las versiones de Shellabear y Winstedt de los Anales, por otra parte, registran que, en lugar de Hang Jebat, Hang Tuah mató a Hang Kasturi.[28]
- La leyenda de Puteri Gunung Ledang. Cuenta la historia de una legendaria princesa de las hadas que vivía en la cima del monte Ophir, Johor, durante el reinado de Mahmud Shah y una vez fue cortejada por el propio sultán.[29]
- La Toma de Malaca.[30] Según los Anales, las fuerzas portuguesas, dirigidas por Afonso de Albuquerque, lanzaron un segundo asalto sobre Malaca durante el reinado de Ahmad Shah , siendo el primero rechazado por el fallecido Bendahara Tun Mutahir. El asalto a la ciudad fue excelente el primer día, y en el segundo, Malaca cayó ante los portugueses. Sin embargo, según los registros portugueses, el asalto de Albuquerque a Malaca comenzó el 25 de julio de 1511 (en el Día de Santiago), y la batalla duró quince días antes de que la ciudad fuera capturada el 15 de agosto. Además, los registros portugueses, especialmente los escritos por el hijo de Albuquerque, mencionan que el comandante en jefe de Malaca, Ahmad Shah, cayó en el campo de batalla. Sin embargo, en la cuenta de los Anales Malayos, sobrevivió a la batalla y se retiró a un lugar más seguro, para ser ejecutado por su propio padre.[31]

## Influencia
Los Anales Malayos han tenido una gran influencia en la historia, la cultura y el desarrollo de la civilización malaya, que tuvo que enfrentar una gran transformación cultural a través de los siglos. A través de crónicas cortesanas como los Anales, la tradición de Malaca desarrollada desde el siglo XV se transmitió en adelante y promovió un espíritu fuerte de identidad malaya. Estas crónicas se convirtieron en una importante fuente de instrucción para los regímenes sucesores de Malaca, ya que consagraban la santidad y autoridad de un gobernante malayo (daulat), su papel en mantener la cohesión del reino y legitimaban el rostro cada vez más absolutista que estos estados adoptaban en el competitivo ambiente. Tun Sri Lanang escribió lo siguiente al comienzo de los Anales:

El mando real de Su Majestad, "Que le pidamos al bendahara que produzca el hikayat, que debe ser relatado en la naturaleza de los eventos y el discurso de los reyes malayos y sus costumbres y tradiciones también, así lo conocerán todos nuestros descendientes que nos sucederán, recordados por ellos; se beneficiarán de ello.

Como es sabido, los Anales Malayos y todo tipo de otros manuscritos malayos de cualquier categoría siguen siendo temas del estudio para las «personas que tuvieron éxito» desde el momento en que se produjeron las obras. Claramente, esos trabajos no únicamente explican acerca de «la naturaleza de los eventos y del discurso de los reyes malayos y sus costumbres y tradiciones», sino que son mucho más profundos y amplios que todo eso.